# Червинский, Фёдор Алексеевич
Фёдор Алексе́евич Черви́нский (1864, Рязань — 1917, Петроград) — русский поэт, прозаик, переводчик.

## Биография
Родился в семье сенатора, тайного советника Алексея Андреевича Червинского и Ларисы Николаевны Червинской (при рождении Архангельской), был пятым ребёнком в семье.
Окончил Царскосельскую гимназию. В 1889 году окончил юридический факультет Петербургского университета, где подружился с Д. С. Мережковским. В 1889—1895 годах служил по судебному ведомству, был товарищем прокурора в Гродно. В 1896 году вышел в отставку и перешел в адвокатуру. На протяжении многих лет занимался частной практикой, состоял в числе петербургских присяжных поверенных.
В 1917 году, после Февральской революции, принимал участие в заседаниях Чрезвычайной следственной комиссии, созданной Временным правительством под председательством Н. К. Муравьева для расследования деятельности бывших царских министров и сановников.
Скончался в августе 1917 года.

## Творчество
Первое стихотворение Червинского было опубликовано в 1880 году в журнале «Живописное обозрение», последующие — в журналах «Вестник Европы», «Русская мысль», «Север», «Северный вестник», «Нива», «Труд» и других изданиях. Литературный критик П. П. Перцов отмечал явственное влияние на Червинского К. М. Фофанова: «Из фофановцев самыми талантливыми были Сафонов, Червинский и Шестаков… Червинский может служить примером настоящего дарования, оставшегося почему-то на степени эмбриона (может быть, просто не печатали? А таланты обыкновенно не обладают способностями „пролазов“ и „ловкачей“). В его стихах есть настоящая музыкальность…».
В 1889 году принял участие в издательстве сборника В. М. Гаршина «Красный цветок», где в память о нём поместил стихотворение «Я часто уношусь послушною мечтой…».
В 1891 году опубликовал стихотворную комедию «В глуши», на которую в том же году вышла разгромная рецензия А. М. Скабичевского. А. П. Чехов, лично знавший Червинского, в связи с этим писал ему: «Скабичевский и Ко — это мученики, взявшие на себя добровольно подвиг ходить по улицам и кричать: „Сапожник Иванов шьет сапоги дурно!“ и „Столяр Семенов делает столы хорошо!“ Кому это нужно? Сапоги и столы от этого не станут лучше. Вообще труд этих господ, живущих паразитарно около чужого труда и в зависимости от него, представляется мне сплошным недоразумением. Что же касается того, что Вас обругали, то это ничего. Чем раньше Вас обстреляют, тем лучше».
В 1892 году опубликовал свой первый и единственный сборник «Стихи», в который включил посвящённую А. П. Чехову комедию в стихах «Птенец», стихотворное переложение восточного предания «Тамара», несколько других оригинальных стихотворений («Памяти друга», «Белая ночь», «В дни битв, сомнений и печали…», «На взморье», «Из старой тетради», «Наедине с самим собой» и другие) и избранные переводы из Д. Г. Байрона, Т. Мура, А. де Мюссе и У. Шекспира.
В 1895 году П. П. Перцов и В. П. Перцов поместили несколько стихотворений и путевые эскизы Червинского, связанные с поездкой по Италии («В Вероне», «В Помпее»), в антологию «Молодая поэзия», включавшей наиболее характерные стихи молодых русских поэтов конца XIX века. В. Я. Брюсов в письмах к П. П. Перцову отметил эти стихотворения, в то же время отдавая предпочтение итальянским стихам Д. С. Мережковского, не включенным в сборник.
В 1890-х годах Червинский перешел в основном на прозу. Его рассказы и романы были опубликованы в журналах «Нива» («Муза», «Протекция», «Незнакомка»), «Живописное обозрение», («Пустоцвет», «В суде», «Братья», «Из связки писем», «Сильфида» и другие) «Неделя».
В 1904 году А. П. Чехов, косвенно указывая на то, что за Червинским так и не закрепилась репутация профессионального прозаика и поэта, писал ему: «Вы пишете мало и редко, как поэт Ладыженский, а из отдельных, редко выбрасываемых кофеинок трудно сварить кофе».
После революции 1905—1907 годов Червинский почти перестал издаваться.

## Произведения

### Проза

#### Романы
- «Пустоцвет»
- «Сильфида»

#### Повести
- «Степь»

#### Рассказы
- «Муза»
- «Протекция»
- «Незнакомка»
- «В суде»
- «Братья»
- «Из связки писем»

### Поэзия

#### Переводы
- «Разговоры» Д. Леопарди.
- «Потерянный рай (первая песнь)» Д. Мильтона.
- «Старый холостяк» Х К. Андерсена.
- «Надпись на могиле ньюфаундлендской собаки» Д. Г. Байрона.
- «Сонеты» У. Шекспира.